# 那古町
那古町（なごまち）は、千葉県安房郡（平郡）にかつて存在した町である。現在の館山市の北部に位置している。
1889年（明治22年）の町村制施行に際して凪原村（なぎはらむら）として発足。1893年（明治26年）に町制を施行した際に那古町に改めた:1042。1939年（昭和14年）、3町の合併により館山市が発足し、廃止された。

## 地理
1926年（大正15年）時点の那古町は、東に国府村、西に船形町・八束村、南は北条町、北は山脈を隔てて滝田村および八束村の一部と境を接していた:1042。当時は全町を那古・小原・正木・亀ヶ原・高井の5区に分けていた。

## 歴史

### 前近代
那古にある補陀洛山那古寺（なごじ、那古観音）は、717年（養老元年）に行基が開基したと伝えられる古刹であり:1044、中世に始まった坂東三十三箇所観音巡礼の結願寺として多くの巡礼者を集めた:1044。中世、那古や船形の湊は、こうした巡礼者や物資の集散地となったと考えられる。江戸時代には門前町の形成が確認できる。江戸時代には、那古村の西半分は那古寺の寺領であった:1042。
元禄16年（1703年）の元禄地震により、那古寺の堂塔はすべて倒壊した。江戸への出開帳などによって資金を集め、再建が行われた。現在みられる多宝塔は宝暦11年（1761年）完成のものであるが、那古の伊勢屋甚右衛門が願主となって勧進を行い、安房国内の名主らによる寄進のほか万人講と呼ばれる少額の寄付の積み立てを原資とし、地元の大工によって建てられたものである。

### 近代
1878年（明治11年）、千葉県に郡区町村編制法が施行されると、那古村は単独で戸長役場を置き、正木村は亀ヶ原村と、小原村は福沢村と連合した（連合戸長役場）。1884年（明治17年）に戸長役場の管轄変更が行われた際に、小原村は深名村外7か村と連合した。
1889年（明治22年）、町村制の施行にともない、那古村・正木村・亀ヶ原村・小原村が合併して、凪原村が成立した。新村発足に際しては、那古村が最も著名であるものの、村力が正木村に及ばないとされたことから、旧村名を折衷して「那木原」、さらにこの文字を改めて「凪原」とした。
1893年（明治26年）、那古は商店が連なり一市街をなしており、また全国的にも著名な町であるとして、町制を施行した際に那古町と改称した:1042。
1897年（明治30年）には那古観音祭礼（那古の祭礼）が始まる。那古門前町の4つの町内で祭礼の際に用いていた山車を、那古寺の縁日に合わせて持ち寄ったものである。その後、1923年（大正12年）に6町内が山車5台と屋台1台で参加する現在の形となった。
1918年（大正7年）、木更津線（現在の内房線）安房勝山駅 - 那古船形駅間が延伸開業。那古船形駅は、船形町内に置かれた。翌1919年に那古船形駅 - 安房北条駅（現在の館山駅）間が延伸開業し、同時に路線名が北条線に改められた。
1939年（昭和14年）、那古町は館山北条町・船形町と合併して廃止され、館山市が新設された。

### 行政区画・自治体沿革
- 1889年（明治22年）4月1日 - 町村制の施行により那古村、正木村、亀ヶ原村、小原村が合併し、平郡凪原村が成立。
- 1893年（明治26年）1月27日 - 凪原村が町制施行・改称し那古町となる。
- 1897年（明治30年）4月1日 - 平郡が安房郡に編入。
- 1939年（昭和14年）11月3日 - 館山北条町、船形町と合併し、館山市を新設。同日那古町廃止。

## 経済
1888年（明治21年）に記された分合取調文書によれば、那古村は商業と漁業、他の村は農業が主要産業であった。
1926年（大正15年）の『安房郡誌』によれば、那古区は古来商業を営んで一市街を形成し、他の地区は農業を営むとある:1043。蔬菜が特産品とされ、甘藷も早生であることが特記されている:1043。また、副業として団扇骨の生産が近年盛んになっているとある:1043。

### 房州うちわ
房総には女竹が自生し、団扇（うちわ）に適した竹材の産地として知られ、江戸時代から竹材の出荷が行われていた。国の伝統的工芸品に指定されている「房州うちわ」の「発祥」については、その画期をめぐっていくつかの見方がある。
房州うちわ振興協会は、『地方資料小鑑』（明治44年（1911年）千葉県刊行）における、明治10年に那古町で団扇生産が始まり近隣に広まった、という記述を紹介している。『房総町村と人物』（大正7年（1918年）刊行）によれば、明治17年（1884年）に那古の岩城惣五郎（竹材の出荷を行っていた岩城庄七の子）が東京から団扇職人を招き、団扇骨の生産を始めたのが房州うちわの起源となったとされる。ただし、当初は当地で生産したのは団扇骨だけであり、東京で「江戸うちわ」として仕上げていた。
当地での団扇生産については、明治20年頃から那古の忍足信太郎が竹を加工した半製品（割ぎ竹）を出荷するようになったことや、明治30年に岩城庄七が本格的な割ぎ竹の加工・出荷を始めたことを、その始まりとして位置づける叙述もある。
大正12年（1923年）の関東大震災により、東京のうちわ生産は大きな打撃をこうむったが、房州で団扇を完成品として生産する画期となった。東京の団扇問屋・横山寅吉は、大正10年（1921年）に船形に移転し、団扇骨から完成品まで生産する一貫生産を開始した。震災後には、県による産業育成指導もあり、町を挙げての団扇生産も行われるようになった。これが「房州うちわ」としてのブランド確立に至った。那古・船形・富浦といった漁師町では、団扇づくりが女性の内職として歓迎された。

## 交通

### 鉄道
- 国鉄（現JR東日本）
  - 房総西線（現内房線） - 町域内を通過しているが、駅は存在しなかった。

町名を呼称に含む那古船形駅が存在するが、所在地は船形町であった。こちらは「なこ」と発音する。

### 道路
- 房総街道（国道127号の旧道）

## 名所・旧跡
- 那古寺（なごじ）